# Сімон Стевін

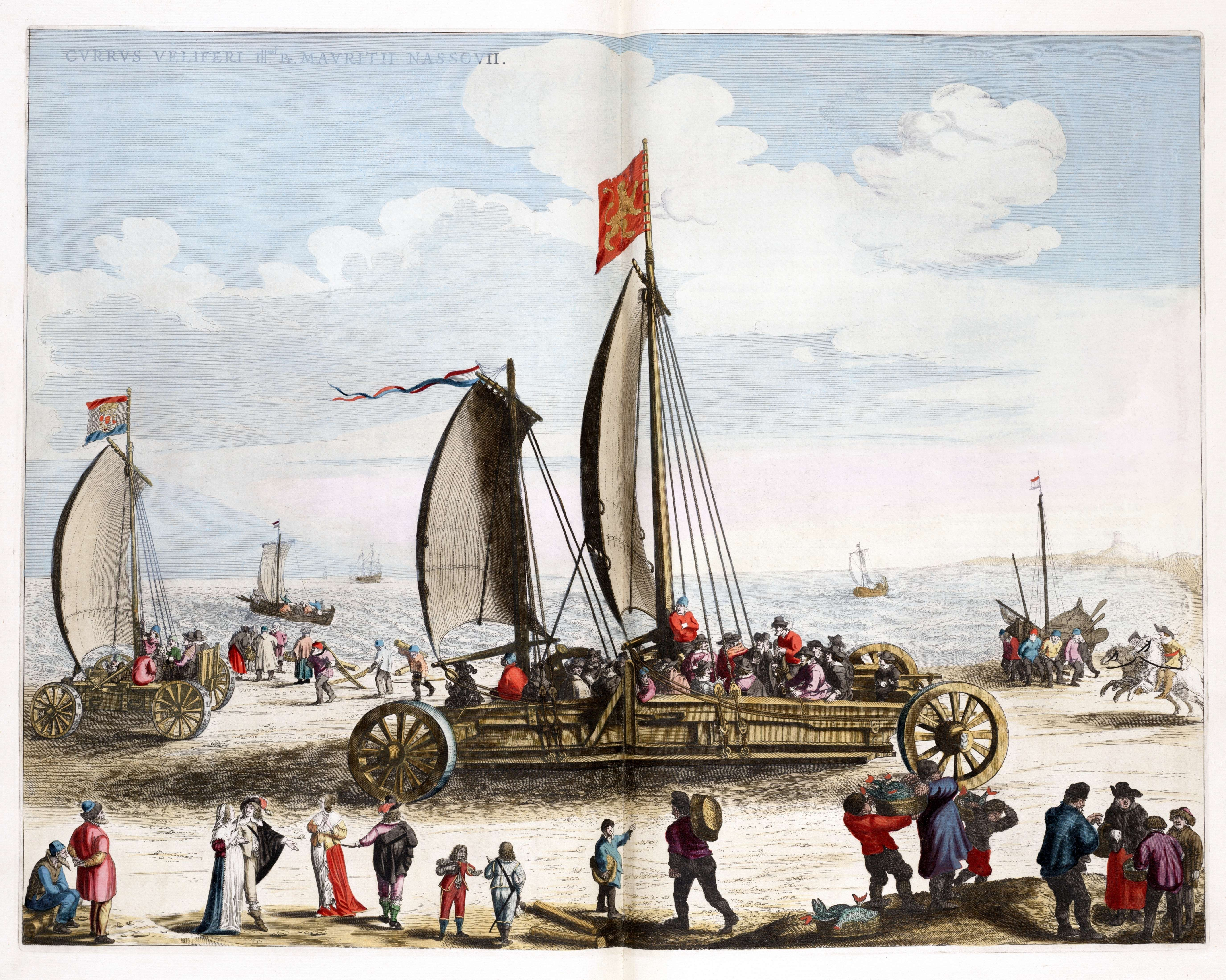
Сухопутна яхта Стевіна, створена для принца Моріца Оранського

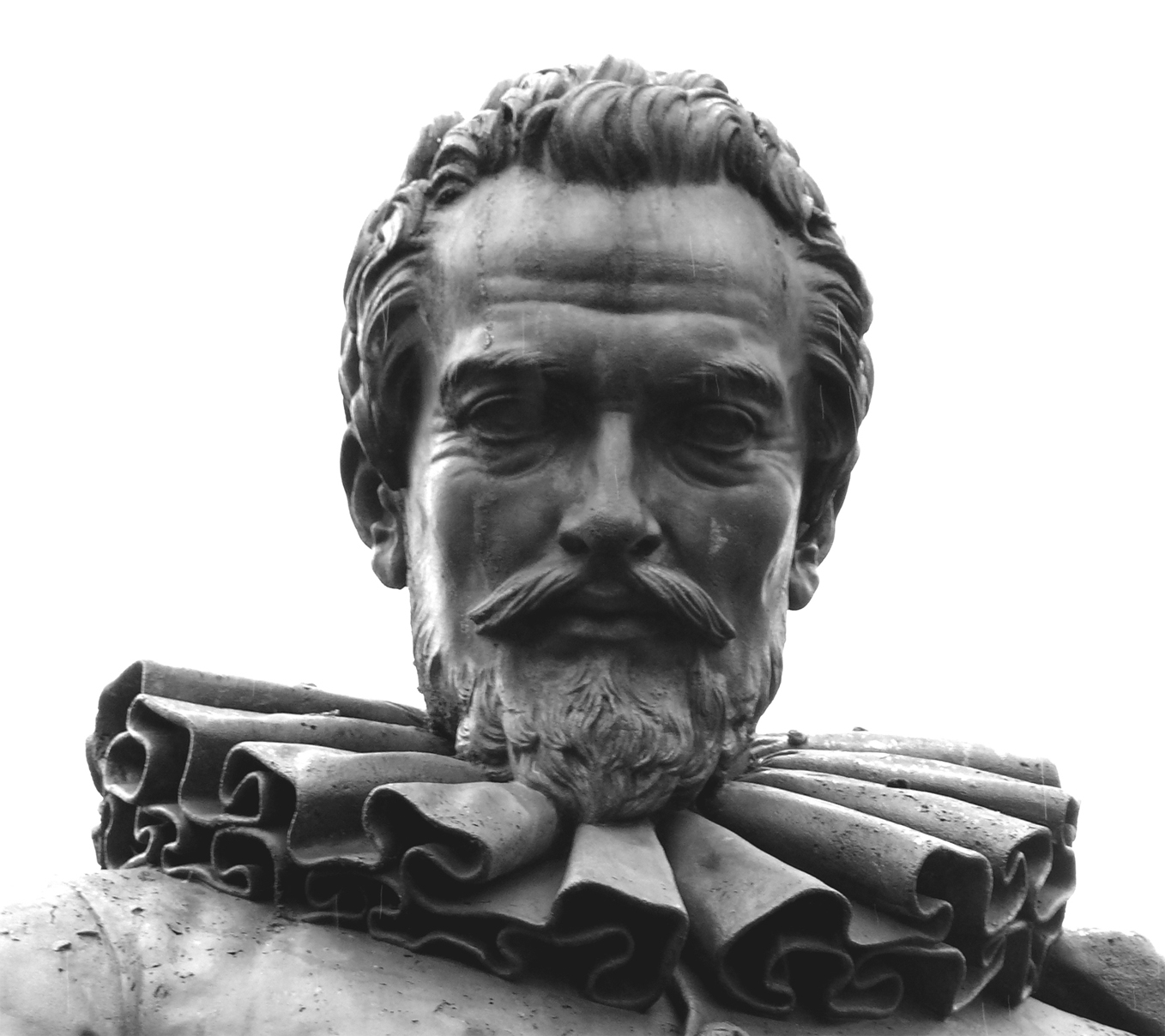
Пам'ятник Стевіну в Брюгге (фрагмент)

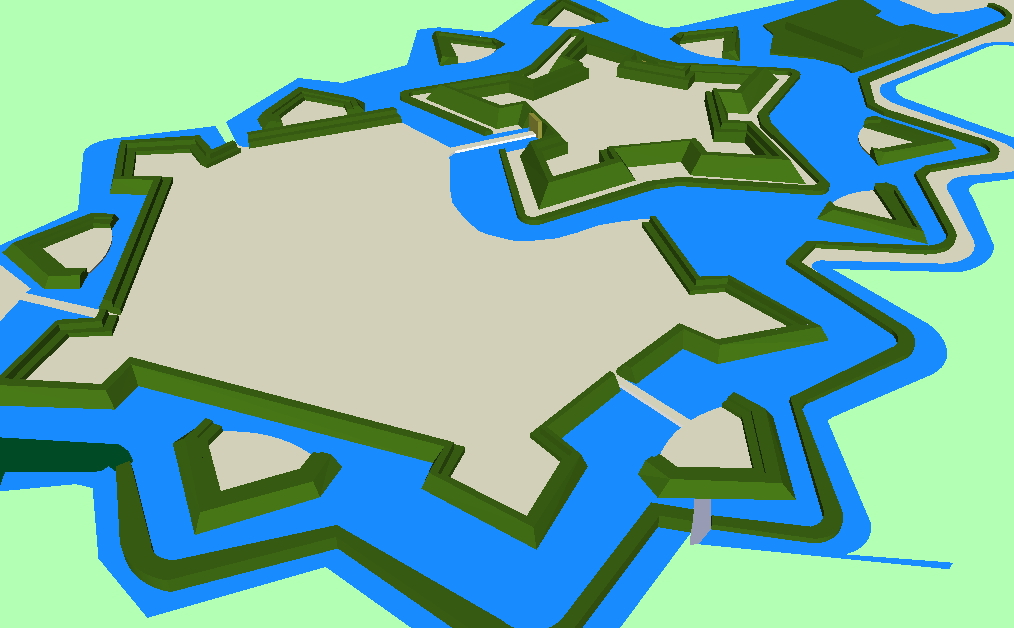
Проект фортифікаційних споруд зроблений Стевіном для міста Мьорс (Moers, Murse, Murs)

Сімо́н Сте́він (нід. Simon Stevin, нар. 1548, Брюгге — пом. 1620? Гаага) — фламандський математик-універсал, інженер-винахідник.

## Біографічні дані
Подробиці про життя Стевіна до нас не дійшли. Працював рахівником, потім службовцем у Брюгге (нині це Бельгія), брав участь в нідерландській революції. Відомо, що він багато подорожував по торгових справах (Польща, Данія та інші країни північної Європи). Після своїх подорожей, у 1581 році, коли йому було за тридцять, переїхав до Лейдена, де відвідував латинську школу. В 1583 році вступив до Лейденського університету. Пізніше, від 1592 року був особистим радником принца Моріца Оранського. В 1600 році організував інженерну школу при Лейденському університеті, де читав лекції з математики фламандською мовою.
Не встановлені точні дати його народження і смерті, неясно навіть, в якому місті він помер (чи у Гаазі, чи у Лейдені). Відомо, що він залишив вдову з двома дітьми.
На честь вченого названо астероїд головного поясу — 2831 Стевін.

## Наукові заслуги
Сімон Стевін став відомим насамперед завдяки своїй книзі «Десята» (De Thiende), виданій фламандською та французькою мовами у 1585 році. Саме після неї в Європі почалося широке використання десяткових дробів. Десяткова індо-арабська система числення вкоренилися в Європі значно раніше, від XIII століття, а ось дроби використовувалися натуральні, шістдесяткові, або масштабовані до цілих чисел. Наприклад, коли Реґіомонтан склав першу чисто десяткову таблицю тангенсів (1467), вона містила цілі числа, відповідні радіусу кола 100000 одиниць. Хоча, Вієт, Іммануїл Бонфіс та деякі інші математики вже і почали використовувати десяткові дроби, але правилом це ще не стало.
Трактат Стевіна містив практичний опис арифметики десяткових дробів, а також палку і добре аргументовану пропаганду корисності їх застосування, зокрема, в системах мір і монетній справі.
Інша заслуга Стевіна — розрив з античною традицією і повне зрівняння в правах ірраціональних чисел. У своєму трактаті «Арифметика» (фр. L’arithmétique) він визначає число як «міру кількості якоїсь речі» і проголосив, що «одиниця подільна» і що немає жодних ірраціональних, неправильних і т. д. чисел. З певною обережністю він використовував і від'ємні числа.
Слідом за Оремом, Стевін вводить дробові (хоча в даному випадку — не десяткові) показники степеня (наприклад, 2/3).
Він же, виходячи з неможливості реалізації вічного двигуна записав умови рівноваги тіла на похилій площині. Стевін сформулював правило векторного додавання сил — правда, тільки для окремого випадку перпендикулярних сил. Для загального випадку це правило сформулював Жиль Роберваль (фр. Gilles Personne de Roberval).
Крім усього перерахованого, Стевін писав праці з механіки, геометрії, теорії музики, сформулював закон гідростатичного тиску, проектував фортифікаційні споруди, винайшов подвійну бухгалтерську реєстрацію (дебет/кредит). У 1590 році склав таблиці, в яких було вказано час настання припливів будь-де в залежності від положення Місяця.
Близько 1600 року Стевін продемонстрував співвітчизникам свій винахід — сухопутну вітрильну яхту на колесах, і провіз на ній принца вздовж узбережжя швидше, ніж конем.

## Праці Стевіна
- Tafelen van Interest, 1582;
- Problemata geometrica, 1583;

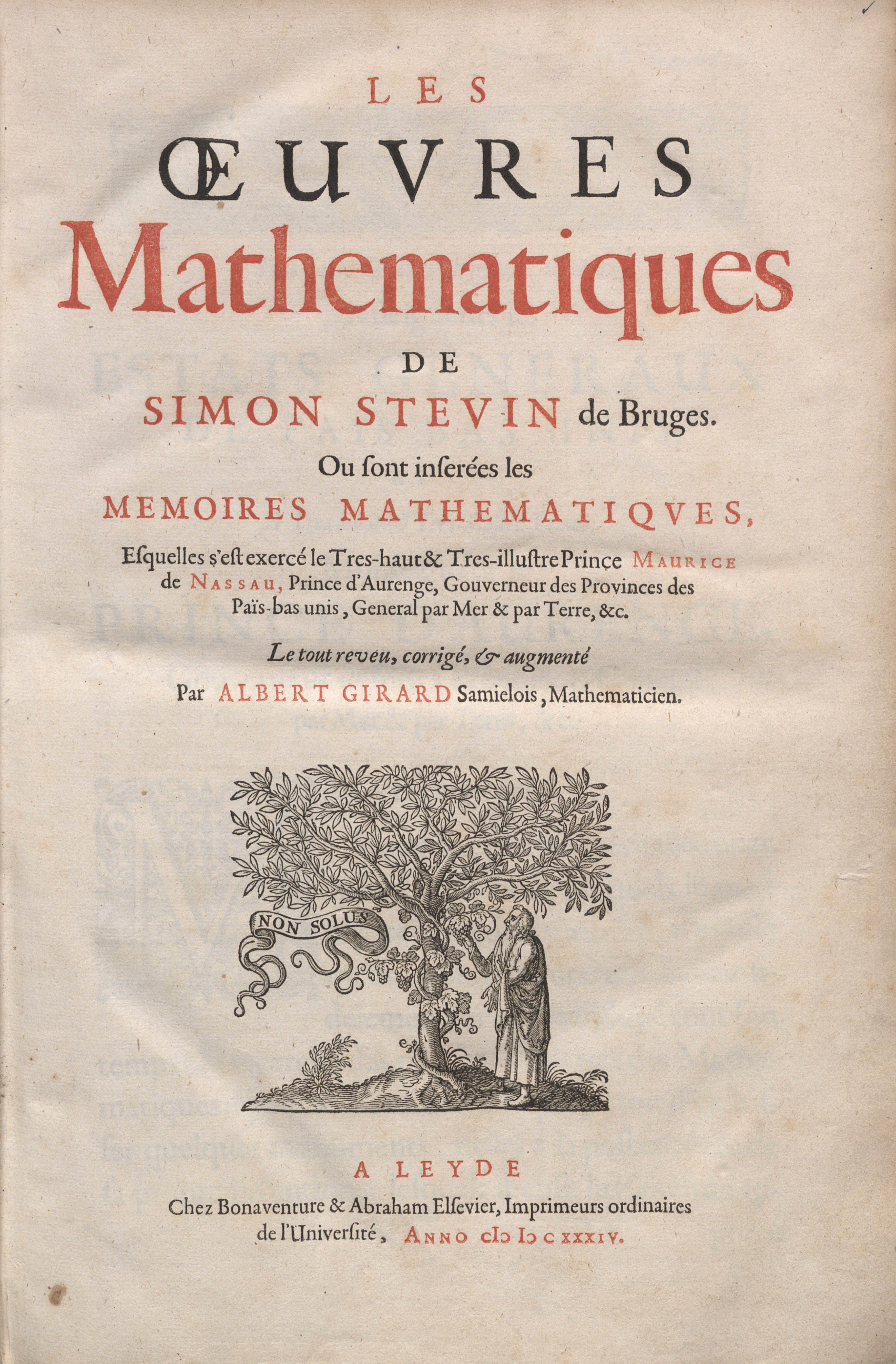
Oeuvres mathematiques, 1634

- De Thiende (La Theinde, Десята), 1585;
- La pratique d’arithmétique, 1585;
- L’arithmétique in 1585;
- De Beghinselen der Weeghconst, 1586;
- De Beghinselen des Waterwichts, 1586 (гідростатика);
- Vita Politica, 1590;
- De Stercktenbouwing (фортифікаційні споруди), 1594;
- De Havenvinding (навігація), 1599;
- De Hemelloop, 1608;
- Wiskonstighe Ghedachtenissen (Математичні нотатки з питань, що стосуються тригонометрії, теорії вимірювань, перспективі);
- Castrametatio, dat is legermeting and Nieuwe Maniere van Stercktebou door Spilsluysen, 1617;
- De Spiegheling der Singconst (мистецтво співу).